# Google嗅覺
Google嗅覺（英語：Google Nose）是Google于2013年愚人节所推出的恶搞，它号称为一个試驗計劃，提供了一個香味資料庫。Google嗅覺是一個由約1500萬個氣位元組所建構的香味資料庫，並透過Google街景車記錄空氣中的氣味並建立索引。此計劃已于2013年4月1日推出。在桌上型電腦，手提電腦及一小部分的行動裝置，如：平板電腦及手提電話等裝置。此計劃尚于測試版的階段，尚未知到何時會推出V2。

## 使用方法
使用者需要到Google首頁，搜尋有關想要聞的東西。就會于搜尋頁中的右邊部分出現「知識面板」，「知識面板」會有圖片、說明與香味介紹。如果你想試聞那氣味，之需要按一下「試聞」后按「開始嗅聞」，就會聞到那種氣味了。

## 外部連結
- https://www.google.com/intl/zh-TW/landing/nose （页面存档备份，存于）